# Dioscorea bradei
Dioscorea bradei är en enhjärtbladig växtart som beskrevs av Reinhard Gustav Paul Knuth. Dioscorea bradei ingår i släktet Dioscorea och familjen Dioscoreaceae. Inga underarter finns listade i Catalogue of Life.